# جان بيرنابيه
جان بيرنابيه (بالفرنسية: Jean Bernabé)‏ هو لغوي فرنسي، ولد في 1942 في Le Lorrain ‏ في فرنسا، وتوفي في 12 أبريل 2017 في فور دو فرانس في فرنسا.